# Max Horkheimer
Max Horkheimer (14. února 1895 Zuffenhausen u Stuttgartu – 7. července 1973 Norimberk) byl německý intelektuál a sociální filosof, jeden ze zakladatelů tzv. Frankfurtské školy. Horkheimer se narodil v bohaté a ortodoxní židovské rodině jako jediný syn Moritz a Babette Horkheimer. Otec byl obchodník a vlastnil několik textilních továren ve Stuttgartu. Očekával, že i jeho syn ho bude následovat a bude jedním z vlastníků rodinného obchodu (nakonec se stal manažerem mladých). Jeho výrobní kariéra a šance na převzetí rodinného podniku skončila roku 1917, když byl povolán do války.
Roku 1926 se Horkheimer oženil s Rose Riekher a seznámil se s Friedrichem Pollockem, který se stal nejen jeho kolegou na Institutu sociálního výzkumu, ale také velmi blízkým přítelem.

## Život
V roce 1919 se zapsal na univerzitu v Mnichově, později byl zatčen a poslán do vězení. Po propuštění se Horkheimer přestěhoval do Frankfurtu nad Mohanem, kde studoval filozofii a psychologii. Po promoci se stal asistentem Hanse Cornelia.
Po neúspěšném pokusu o napsání disertační práce z gestalt psychologie, dokončil doktorát z filozofie s disertací pojmenovanou jako „Antinomie teleologischen Urteilskraft“.  
Roku 1930 po čtyřech letech jako přednášející sociální filozofie ve Frankfurtu, byl jmenován ředitelem nově založeného univerzitního institutu pro sociální výzkum při Goetheho univerzitě ve Frankfurtu, střediska tzv. frankfurtské školy. Pod jeho vedením přilákal institut řadu filozofů jako jsou Theodor Adorno (1903-1969), Eric Fromm (1900-1980) nebo Herbert Marcuse (1898-1979).
Horkheimer také začal pracovat jako redaktor literárního ústavu „Zeitschrift für Sozialforschung“ („Časopis pro sociální výzkum“), který publikoval studie z oblasti politické filozofie a kulturní analýzy.
Nástup nacismu jej přiměl k emigraci a k přenesení Institutu na newyorskou Columbia University. Roku 1941 přesídlil do Los Angeles, kde byl sousedem Thomase Manna a kde společně s Th. W. Adornem sepsal své stěžejí dílo Dialektika osvícenství. Roku 1949 se Horkheimer vrátil do Frankfurtu, obnovil domovský institut a roku 1951 se stal rektorem. Ke konci života se přestěhoval do Švýcarska; pochován je na židovském hřbitově v Bernu.

## Institut sociálního výzkumu
První studie se nesla v duchu „Autorita a rodina“, ale byla nedokončena, jelikož nacisté po uchopení moci přiměli většinu členů utéct z Německa v roce 1933. Horkheimer se přestěhoval do New Yorku, kde znovu institut založil, tentokrát na Kolumbijské univerzitě.
Roku 1941 byl ústav rozpuštěn, z důvodů finančních problémů a Horkheimer se přestěhoval do Los Angeles. Zde spolupracoval s Adornem na studii „Dialektika osvícení“ (1947), které se zabývala vzestupem fašismu a dalších forem totalitarismu. Přístupnější verze knihy se také objevila roku 1947 pod názvem „The Eclipse of Reason“.
Horkheimer se roku 1950 znovu vrací do Frankfurtu, kde obnovuje institut a stává se rektorem univerzity. Jeho pozdější díla odrážejí fascinaci německým filozofem Arthurem Schopenhauerem (1788-1860).

## Kritická teorie
Horkheimer se na univerzitě nejprve zabýval filozofií a psychologií a při studiu Marxe se začíná více orientovat na sociologii. Jeho základní myšlenkou při práci v sociologii bylo, aby pracoval pro dobro společnosti. Z této myšlenky také vychází Horkheimerova nejznámější teorie a to teorie Kritická, která je mezioborovou teorií vycházející z marxismu a částečně z psychoanalýzy a dalších podnětů. Prostřednictvím kritické teorie (sociální teorie zaměřená na kritiku a měnící se společnost) se Horkheimer pokusil znovuoživit radikální, sociální a kulturní kritiku. Diskutoval o autoritářství, militarismu, ekologické krizi a chudobě masové kultury.
Horkheimer rozvinul svou teorii zkoumáním vlastního bohatství. Byl přesvědčen o potřebě zkoumat celou materiální a duchovní kulturu lidstva, aby se mohla transformovat společnost jako celek. Snažil se umožnit dělnické třídě, aby znovu získala svou moc. Horkheimer zde také kritizoval buržoazní (kapitalistickou) společnost a snažil se rozkrýt její kořeny. Základními myšlenkami této teorie bylo utrpení a štěstí (zde patrná inspirace Jungovou psychologií), kombinovaná kritika pozitivismu a metafyziky, role racionality v emancipaci a metodologie mezioborového výzkumu.

## Dílo
V díle Ke kritice instrumentálního rozumu hovoří o rozumu „subjektivním“, zaměřeném na prostředky a cíle, které jsou „rozumné“ v subjektivním smyslu, tj. pro sebezáchovu. Naproti tomu chybějící „objektivní rozum“ si podržuje působnost „nejen v individuální sebe-vědomí, nýbrž také v objektivním světě – ve vztazích mezi lidmi a společenskými třídami, v institucích, v přírodě a jejích manifestacích“. Tato práce je považována za jeho nejznámější a nejdůležitější.
Instrumentalita rozumu, který zkoumá nikoli aby pochopil, nýbrž aby ovládl, je v Dialektice osvícenství popsána jakožto temná stránka dědictví osvícenství. Kritická teorie vyčítá vědě nedostatek sebereflexe, která vede k technokracii a manipulaci a přispívá ke zrodu totalitarismu. Představitelé kritické teorie jakožto „nedogmatičtí marxisté“ považovali stalinismus a komunistickou diktaturu za nepřijatelnou. Horkheimer měl velký vliv na studentské hnutí v 60. letech, v českém prostředí je však velmi málo. První české vydání Dialektiky osvícenství spatřilo světlo teprve v druhé polovině roku 2009 (v překladu filozofa Michala Hausera).

### Vybraná díla
- Materialism and Metaphysics (1933)
- Materialism and Morality (1933)
- On the Problem of Truth (1935) – V tomto díle zkoumal konflikt mezi relativismem a dogmatem
- Thoughts on Religion (1935) – Zde zkoumal Marxovu kritiku náboženství a přidával svou vlastní
- The Latest Attack on Metaphysics (1937) – Kritika logického pozitivismu
- Ke kritice instrumentálního rozumu (1937)
- Postscript (1937) – Zde Max Horkheimer tvrdí, že kritická teorie je filosofická i přesto, že je disciplinární.
- Dialektika osvícenství (1947)
- Eclipse of Reason (1947)
- The German Jews  (1961)